# Молочай Пуассона
Молочай Пуассона (лат. Euphorbia poissonii; также известен как Euphorbia poissoni и, неправильно, как Euphorbia poisoni) — весьма токсичный и ирритантный суккулентный кустарник; вид рода Молочай (Euphorbia). Родиной данного вида является северная Нигерия, где местные фермеры извлекают его латекс для использования в качестве пестицида.
Назван в честь французского ботаника Анри Луи Пуассона (1877—1963).

## Токсичность
В дополнение к различным ирритантным форболовым типам сложных эфиров, латекс содержит резинифератоксин и тиниатоксин; двух близкородственных высокоирритантных резинифероноловых типов сложных эфиров. Наиболее активный токсин, резинифератоксин, активирует рецепторы боли таким же образом, как капсаицин, но гораздо мощнее. Это неоднократно стимулирует нейроны, вызывая сильную, жгучую боль.
Благодаря избирательному характеру сковывать и убивать болевые рецепторы, оставляя другие нервные клетки нетронутыми, резинифератоксин в настоящее время изучается в качестве возможного лечения хронической боли.

## Токсины пошкале Сковилла
По шкале жгучести Сковилла, резинифератоксин и тиниатоксин занимают первое и второе место соответственно. 
| Единица шкалы Сковилла | Тип вещества     |
| ---------------------- | ---------------- |
| 16 000 000 000         | Резинифератоксин |
| 5 300 000 000          | Тиниатоксин      |
| 16 000 000             | Чистый капсаицин |